# 아질룬주
아질룬주(아랍어: محافظة عجلون)는 요르단 북서부에 위치한 주로, 주도는 아질룬이며 면적은 420km2, 인구는 245,665명(2005년 기준)이다.
북쪽과 서쪽으로는 이르비드주, 남동쪽으로는 제라시주, 남쪽으로는 발카주와 인접해 있다.